# Jayde Nicole
Jayde Nicole (nacida el 19 de febrero de 1986) es una modelo erótica canadiense. Fue elegida playmate del mes de enero de 2007 y al año siguiente fue nombrada playmate del año 2008. Jayde se convirtió en la primera playmate del año canadiense después de 26 años, y la tercera en conseguir dicha meta para la revista masculina más importante del mundo, después de Dorothy Stratten y Shannon Tweed.

## Biografía
Nicole empezó su carrera de modelo a la edad de seis años y ha tenido peleas en el show de Holly Madison titulado «Holly's World».